# YTHDC1
YTHDC1‏ (YTH domain containing 1) هوَ بروتين يُشَفر بواسطة جين YTHDC1 في الإنسان.